# Luchthaven van Lourdes-de-Blanc-Sablon
De Luchthaven van Lourdes-de-Blanc-Sablon (Frans: Aéroport de Lourdes-de-Blanc-Sablon; IATA: YBX, ICAO: CYBX) is een vliegveld in de Canadese provincie Québec. Het vliegveld bevindt zich op het grondgebied van Blanc-Sablon, meer bepaald bij het dorp Lourdes-de-Blanc-Sablon, in het uiterste oosten van de provincie. De uitbater van het vliegveld is Transport Canada.
Het vliegveld heeft één landingsbaan, die een lengte heeft van 1.372 m en bestaat uit een asfaltoppervlak. 

## Bestemmingen
Onderstaande tabel toont de bestemmingen die een passagiersverbinding met Lourdes-de-Blanc-Sablon hebben (2024). Alle bestemmingen bevinden zich in de provincies Quebec of Newfoundland en Labrador. 
| Maatschappij | Bestemmingen                                      |
| ------------ | ------------------------------------------------- |
| Air Liaison  | Saint-Augustin, Sept-Îles                         |
| PAL Airlines | Deer Lake, Goose Bay, Mary's Harbour, St. Anthony |